# Pachymerus bactris
Pachymerus bactris là một loài bọ cánh cứng trong họ Bruchidae. Loài này được Linnaeus miêu tả khoa học năm 1763.